# Methanohalophilus
Genre
Espèces de rang inférieur
- Methanohalophilus euhalobius
- Methanohalophilus halophilus
- Methanohalophilus mahii
- Methanohalophilus portucalensis

Methanohalophilus est un genre d'archées halophiles méthanogènes de l'ordre des Methanosarcinales.